# إليزابيث شافيز
إليزابيث شافيز (بالإسبانية: Elisabeth Chávez) مواليد 17 نوفمبر 1990 في تنريفي، هي لاعبة كرة يد إسبانية. مثلت منتخب إسبانيا لكرة اليد للسيدات. شاركت في دورة الألعاب الأولمبية الصيفية سنة 2016. حققت المركز الثاني في بطولة أوروبا لكرة اليد للسيدات 2008.

## سجل المنافسة
شاركت في البطولات التالية:
- الألعاب الأولمبية الصيفية 2016
- بطولة العالم لكرة اليد للسيدات 2011
- بطولة العالم لكرة اليد للسيدات 2013
- بطولة العالم لكرة اليد للسيدات 2015
- بطولة أوروبا لكرة اليد للسيدات 2012
- بطولة أوروبا لكرة اليد للسيدات 2014

## الميداليات
| الميدالية | المسابقة                            |
| --------- | ----------------------------------- |
| برونزية   | بطولة العالم لكرة اليد للسيدات 2011 |
| فضية      | بطولة أوروبا لكرة اليد للسيدات 2008 |
| فضية      | بطولة أوروبا لكرة اليد للسيدات 2014 |

## روابط خارجية
- إليزابيث شافيز على موقع الاتحاد الأوروبي لكرة اليد (الإنجليزية)
- إليزابيث شافيز على موقع الدوري الفرنسي لكرة اليد للسيدات (الفرنسية)
- إليزابيث شافيز على موقع اللجنة الأولمبية الدولية (الإنجليزية)
- إليزابيث شافيز على موقع أوليمبيديا (الإنجليزية)